# فرناندو زامبرانو
فرناندو زامبرانو (بالإسبانية: Fernando Zambrano)‏ هو مدرب كرة قدم ولاعب كرة قدم إسباني، ولد في 23 أكتوبر 1949 في El Saucejo ‏ في إسبانيا. لعب مع Getafe Deportivo ‏.

## وصلات خارجية
- فرناندو زامبرانو على موقع قاعدة بيانات كرة القدم.إي يو (الإنجليزية)